# DAMS
| DAMS                       | DAMS                        |
| -------------------------- | --------------------------- |
| Osnovan                    | 1988.                       |
| Osnivači                   | Jean-Paul Driot René Arnoux |
| Mjesto                     | Ruaudin, Francuska          |
| Trenutna prvenstva         |                             |
| FIA Formula 2 prvenstvo    |                             |
| Bivša prvenstva            |                             |
| GP2 Series                 |                             |
| GP3 Series                 |                             |
| Formula Renault 3.5        |                             |
| International Formula 3000 |                             |
| Formula Renault V6 Eurocup |                             |
| ALMS                       |                             |
| FIA GT prvenstvo           |                             |
| FIA Sportcars prvenstvo    |                             |
| A1 Grand Prix              |                             |
| Europska Formula BMW       |                             |
| GP2 Asia Series            |                             |
| Auto GP                    |                             |
| Formula Le Mans            |                             |
| Porsche Supercup           |                             |
| FIA Formula E prvenstvo    |                             |

DAMS (nekad Driot-Arnoux Motorsport, danas Driot Associés Motor Sport) je francuska momčad koja se natječe u FIA Formula 2 prvenstvu i FIA Formula E prvenstvu, a osnovali su je Jean-Paul Driot i René Arnoux 1988. Momčad se u prošlosti natjecala u mnogim automobilističkim prvenstvima, u kojima je osvojila ukupno 13 vozačkih naslova i 14 momčadskih naslova.

## Naslovi

### Vozački
| International Formula 3000 | International Formula 3000 |
| -------------------------- | -------------------------- |
| 1990.                      | Érik Comas                 |
| 1993.                      | Olivier Panis              |
| 1994.                      | Jean-Christophe Boullion   |
| Formula Renault V6 Eurocup |                            |
| 2003.                      | José María López           |
| GP2 Asia Series            |                            |
| 2008./09.                  | Kamui Kobayashi            |
| 2011.                      | Romain Grosjean            |
| Auto GP                    |                            |
| 2011.                      | Romain Grosjean            |
| GP2 Series                 |                            |
| 2011.                      | Romain Grosjean            |
| 2012.                      | Davide Valsecchi           |
| 2014.                      | Jolyon Palmer              |
| Formula Renault 3.5        |                            |
| 2013.                      | Kevin Magnussen            |
| 2014.                      | Carlos Sainz               |
| FIA Formula E prvenstvo    |                            |
| 2015./16.                  | Sébastien Buemi            |

### Momčadski
| Prvenstvo               | Sezone                |
| ----------------------- | --------------------- |
| A1 Grand Prix           | 2005./06.             |
| GP2 Asia Series         | 2008./09., 2011.      |
| Formula Le Mans         | 2009.                 |
| Auto GP                 | 2010. − 2011.         |
| GP2 Series              | 2012., 2014.          |
| Formula Renault 3.5     | 2013. − 2014.         |
| FIA Formula E prvenstvo | 2014./15. − 2016./17. |
| FIA Formula 2 prvenstvo | 2019.                 |

## Vanjske poveznice
- dams.fr - Official website